# Старк (окръг, Илинойс)
Вижте пояснителната страница за други значения на Старк.
Окръг Старк (на английски: Stark County) е окръг в щата Илинойс, Съединени американски щати. Площта му е 746 km², а населението - 6332 души (2000). Административен център е град Тулон.